# Esports World Cup 2025
L'Esports World Cup 2025 (EWC) est la deuxième édition de l'Esports World Cup. Elle se déroule à Riyad, en Arabie saoudite, du 8 juillet au 24 août 2025 et comprend 25 événements dans 24 sports électroniques.
Cette édition voit les échecs en ligne, le jeu de combat Fatal Fury: City of the Wolves et les jeux de tir tactiques Crossfire et Valorant être ajoutés aux épreuves.

## Contexte
Le 18 décembre 2024, l'EWCF a annoncé un nouveau partenariat pluriannuel avec Chess.com, ajoutant les échecs en ligne à la programmation de l'EWC. Les joueurs se qualifient via le Champions Chess Tour 2024 et deux événements du Tour en ligne pour avoir une chance de gagner une part d'une cagnotte de 1,5 million de dollars. Il y a également une dernière chance de qualification ouverte qui se tient pendant l'EWC pour combler les places restantes du tournoi,. L'ajout des échecs en ligne a également conduit à la signature de certaines personnalités notables du monde des échecs par diverses organisations, telles que Magnus Carlsen avec Team Liquid, Hikaru Nakamura avec Team Falcons et Ian Nepomniachtchi avec Aurora Gaming, entre autres.
Le 23 décembre 2024, le jeu de tir tactique à la première personne Crossfire a été annoncé comme le deuxième nouveau jeu. Le 6 février 2025, Fatal Fury: City of the Wolves a été ajouté dans le cadre d'un partenariat de trois ans avec SNK Corporation. Kenji Matsubara, PDG de SNK, a ensuite déclaré que « ce partenariat marque une étape historique pour Fatal Fury, un titre apprécié dans le monde entier depuis 30 ans, alors qu'il entre dans l'arène du jeu compétitif »,. Le 10 février 2025, Riot Games a annoncé un nouveau partenariat de trois ans avec l'EWCF. Dans le cadre de ce partenariat, le jeu de tir tactique Valorant est ajouté à l'EWC aux côtés de League of Legends et Teamfight Tactics, qui faisaient partie de la programmation de l'année dernière,.
En raison de leurs calendriers de sortie annuels, Call of Duty et EA Sports FC sont représentés par les entrées les plus récentes de leurs franchises respectives, Call of Duty: Black Ops 6 et EA Sports FC 25. Les événements Garena Free Fire et Rainbow Six Siege reviennent sous les noms de Free Fire et Rainbow Six Siege X. Après avoir été présentés lors de l'EWC 2024, les événements Fortnite et Strinova ne reviennent pas en 2025.

## Format

### Programme de partenariat du club
Le programme de partenariat avec les clubs de la Fondation Esports World Cup (anciennement le programme de soutien aux clubs) fournit une aide financière substantielle à des organisations d'esports sélectionnées. Grâce à ce programme, des équipes choisies ont reçu un soutien financier annuel pour améliorer leurs opérations. Cette année, le programme est étendu à 40 organisations, soit dix de plus que les 30 de l'année précédente.

## Calendrier
Le calendrier a été dévoilé le 15 avril 2025. 25 événements sont organisés sur un calendrier de sept semaines.
| ● | Journées de compétitions |

| Juillet / Août 2025            | Juillet / Août 2025            | Juillet   | Juillet   | Juillet   | Juillet   | Juillet   | Juillet   | Juillet   | Juillet   | Juillet   | Juillet   | Juillet   | Juillet   | Juillet   | Juillet   | Juillet   | Juillet   | Juillet   | Juillet   | Juillet   | Juillet   | Juillet   | Juillet   | Juillet   | Juillet   | Août      | Août      | Août      | Août      | Août      | Août      | Août      | Août      | Août      | Août      | Août      | Août      | Août      | Août      | Août      | Août      | Août      | Août      | Août      | Août      | Août      | Août      | Août      | Août      |
| Juillet / Août 2025            | Juillet / Août 2025            | Semaine 1 | Semaine 1 | Semaine 1 | Semaine 1 | Semaine 1 | Semaine 1 | Semaine 2 | Semaine 2 | Semaine 2 | Semaine 2 | Semaine 2 | Semaine 2 | Semaine 2 | Semaine 3 | Semaine 3 | Semaine 3 | Semaine 3 | Semaine 3 | Semaine 3 | Semaine 3 | Semaine 4 | Semaine 4 | Semaine 4 | Semaine 4 | Semaine 4 | Semaine 4 | Semaine 4 | Semaine 5 | Semaine 5 | Semaine 5 | Semaine 5 | Semaine 5 | Semaine 5 | Semaine 5 | Semaine 6 | Semaine 6 | Semaine 6 | Semaine 6 | Semaine 6 | Semaine 6 | Semaine 6 | Semaine 7 | Semaine 7 | Semaine 7 | Semaine 7 | Semaine 7 | Semaine 7 | Semaine 7 |
| Juillet / Août 2025            | Juillet / Août 2025            | 8         | 9         | 10        | 11        | 12        | 13        | 14        | 15        | 16        | 17        | 18        | 19        | 20        | 21        | 22        | 23        | 24        | 25        | 26        | 27        | 28        | 29        | 30        | 31        | 1         | 2         | 3         | 4         | 5         | 6         | 7         | 8         | 9         | 10        | 11        | 12        | 13        | 14        | 15        | 16        | 17        | 18        | 19        | 20        | 21        | 22        | 23        | 24        |
| ------------------------------ | ------------------------------ | --------- | --------- | --------- | --------- | --------- | --------- | --------- | --------- | --------- | --------- | --------- | --------- | --------- | --------- | --------- | --------- | --------- | --------- | --------- | --------- | --------- | --------- | --------- | --------- | --------- | --------- | --------- | --------- | --------- | --------- | --------- | --------- | --------- | --------- | --------- | --------- | --------- | --------- | --------- | --------- | --------- | --------- | --------- | --------- | --------- | --------- | --------- | --------- |
| Apex Legends                   | Apex Legends                   |           | ●         | ●         | ●         | ●         |           |           |           |           |           |           |           |           |           |           |           |           |           |           |           |           |           |           |           |           |           |           |           |           |           |           |           |           |           |           |           |           |           |           |           |           |           |           |           |           |           |           |           |
| Call of Duty : Black Ops 6     | Call of Duty : Black Ops 6     |           |           |           |           |           |           |           |           |           |           |           |           |           |           |           |           | ●         | ●         | ●         | ●         |           |           |           |           |           |           |           |           |           |           |           |           |           |           |           |           |           |           |           |           |           |           |           |           |           |           |           |           |
| Call of Duty : Warzone         | Call of Duty : Warzone         |           |           |           |           |           |           |           |           |           |           |           |           |           |           |           |           |           |           |           |           |           |           |           |           |           |           |           |           |           |           | ●         | ●         | ●         |           |           |           |           |           |           |           |           |           |           |           |           |           |           |           |
| Chess                          | Chess                          |           |           |           |           |           |           |           |           |           |           |           |           |           |           |           |           |           |           |           |           |           | ●         | ●         | ●         | ●         |           |           |           |           |           |           |           |           |           |           |           |           |           |           |           |           |           |           |           |           |           |           |           |
| Counter-Strike 2               | Counter-Strike 2               |           |           |           |           |           |           |           |           |           |           |           |           |           |           |           |           |           |           |           |           |           |           |           |           |           |           |           |           |           |           |           |           |           |           |           |           |           |           |           |           |           |           |           |           | ●         | ●         | ●         | ●         |
| Crossfire                      | Crossfire                      |           |           |           |           |           |           |           |           |           |           |           |           |           |           |           |           |           |           |           |           |           |           |           |           |           |           |           |           |           |           |           |           |           |           |           |           |           |           |           |           |           |           | ●         | ●         | ●         | ●         | ●         |           |
| Dota 2                         | Dota 2                         |           |           |           |           |           |           |           |           |           | ●         | ●         | ●         |           |           |           |           |           |           |           |           |           |           |           |           |           |           |           |           |           |           |           |           |           |           |           |           |           |           |           |           |           |           |           |           |           |           |           |           |
| EA Sports FC 25                | EA Sports FC 25                |           |           |           |           |           |           |           |           |           |           |           |           |           |           |           |           |           |           |           |           |           |           |           |           |           |           |           |           |           |           | ●         | ●         | ●         | ●         |           |           |           |           |           |           |           |           |           |           |           |           |           |           |
| Fatal Fury: City of the Wolves | Fatal Fury: City of the Wolves |           | ●         | ●         | ●         |           |           |           |           |           |           |           |           |           |           |           |           |           |           |           |           |           |           |           |           |           |           |           |           |           |           |           |           |           |           |           |           |           |           |           |           |           |           |           |           |           |           |           |           |
| Free Fire                      | Free Fire                      |           |           |           |           |           |           |           |           |           | ●         | ●         | ●         | ●         |           |           |           |           |           |           |           |           |           |           |           |           |           |           |           |           |           |           |           |           |           |           |           |           |           |           |           |           |           |           |           |           |           |           |           |
| Honor of Kings                 | Honor of Kings                 |           |           |           |           |           |           |           |           |           |           |           |           |           |           |           |           | ●         | ●         | ●         |           |           |           |           |           |           |           |           |           |           |           |           |           |           |           |           |           |           |           |           |           |           |           |           |           |           |           |           |           |
| League of Legends              | League of Legends              |           |           |           |           |           |           |           |           |           | ●         | ●         | ●         | ●         |           |           |           |           |           |           |           |           |           |           |           |           |           |           |           |           |           |           |           |           |           |           |           |           |           |           |           |           |           |           |           |           |           |           |           |
| Mobile Legends: Bang Bang      | Hommes                         |           |           |           |           |           |           |           |           |           |           |           |           |           |           |           |           |           |           |           |           |           |           |           |           |           | ●         | ●         | ●         |           |           |           |           |           |           |           |           |           |           |           |           |           |           |           |           |           |           |           |           |
| Mobile Legends: Bang Bang      | Femmes                         |           |           |           |           |           |           |           | ●         | ●         | ●         | ●         | ●         |           |           |           |           |           |           |           |           |           |           |           |           |           |           |           |           |           |           |           |           |           |           |           |           |           |           |           |           |           |           |           |           |           |           |           |           |
| Overwatch 2                    | Overwatch 2                    |           |           |           |           |           |           |           |           |           |           |           |           |           |           |           |           |           |           |           |           |           |           |           |           |           | ●         | ●         | ●         | ●         |           |           |           |           |           |           |           |           |           |           |           |           |           |           |           |           |           |           |           |
| PUBG: Battlegrounds            | PUBG: Battlegrounds            |           |           |           |           |           |           |           |           |           |           |           |           |           |           |           |           |           |           |           |           |           |           |           |           |           |           |           |           |           |           |           |           |           |           | ●         | ●         | ●         |           |           |           |           |           |           |           |           |           |           |           |
| PUBG Mobile                    | PUBG Mobile                    |           |           |           |           |           |           |           |           |           |           |           |           |           |           |           |           |           |           |           |           |           |           |           |           |           |           |           | ●         | ●         | ●         |           |           |           |           |           |           |           |           |           |           |           |           |           |           |           |           |           |           |
| Rainbow Six Siege X            | Rainbow Six Siege X            |           |           |           |           |           |           |           |           |           |           |           |           |           |           |           |           |           |           |           |           |           |           |           |           |           |           |           |           |           |           |           |           |           | ●         | ●         | ●         |           |           |           |           |           |           |           |           |           |           |           |           |
| Rennsport                      | Rennsport                      | ●         | ●         | ●         | ●         |           |           |           |           |           |           |           |           |           |           |           |           |           |           |           |           |           |           |           |           |           |           |           |           |           |           |           |           |           |           |           |           |           |           |           |           |           |           |           |           |           |           |           |           |
| Rocket League                  | Rocket League                  |           |           |           |           |           |           |           |           |           |           |           |           |           |           |           |           |           |           |           |           |           |           |           |           |           |           |           |           |           |           |           | ●         | ●         | ●         | ●         |           |           |           |           |           |           |           |           |           |           |           |           |           |
| StarCraft II                   | StarCraft II                   |           |           |           |           |           |           |           |           |           |           |           |           |           |           |           |           | ●         | ●         | ●         | ●         |           |           |           |           |           |           |           |           |           |           |           |           |           |           |           |           |           |           |           |           |           |           |           |           |           |           |           |           |
| Street Fighter 6               | Street Fighter 6               |           |           |           |           |           |           |           |           |           |           |           |           |           |           |           |           |           |           |           |           |           |           |           |           |           |           |           |           |           |           |           |           |           |           |           |           |           |           |           |           |           |           |           |           | ●         | ●         | ●         |           |
| Teamfight Tactics              | Teamfight Tactics              |           |           |           |           |           |           |           |           |           |           |           |           |           |           |           |           |           |           |           |           |           |           |           |           |           |           |           |           |           |           |           |           |           |           | ●         | ●         | ●         | ●         | ●         |           |           |           |           |           |           |           |           |           |
| Tekken 8                       | Tekken 8                       |           |           |           |           |           |           |           |           |           |           |           |           |           |           |           |           |           |           |           |           |           |           |           |           |           |           |           |           |           |           |           |           |           |           |           |           |           | ●         | ●         | ●         |           |           |           |           |           |           |           |           |
| Valorant                       | Valorant                       |           | ●         | ●         | ●         | ●         |           |           |           |           |           |           |           |           |           |           |           |           |           |           |           |           |           |           |           |           |           |           |           |           |           |           |           |           |           |           |           |           |           |           |           |           |           |           |           |           |           |           |           |

## Cagnotte
L'Esports World Cup 2025 dispose d'une cagnotte de 70 millions de dollars américains, dépassant les 62,5 millions de dollars américains de l'année précédente et devenant ainsi la plus grande cagnotte combinée de l'histoire de l'e-sport.
Comme l'année dernière, les prix sont divisés en quatre catégories : Championnat des clubs, Championnat individuel, Qualification et Prix MVP. Le championnat des clubs récompense les 16 meilleures équipes en fonction de leur performance globale avec 27 millions de dollars US, tandis que chacun des 24 championnats de match individuel a une cagnotte combinée de 38 millions de dollars US. Lors des tours de qualification, les équipes remportent un total de 5 millions de dollars américains, tandis que 450 000 dollars américains sont attribués aux prix MVP.
| Catégorie             | Prix                |
| --------------------- | ------------------- |
| Championnat des clubs | 27 000 000 $        |
| Championnats de jeux  | 38 000 000 $        |
| Qualifications        | 5 000 000 $ et plus |
| Prix MVP              | 450 000 $           |

## Réponse
L'Esports World Cup continue d'être critiquée pour son recours au sportswashing pour dissimuler le bilan de l'Arabie saoudite en matière de droits de l'homme. Dans le cadre de leur nouveau partenariat, Riot Games a reconnu que « certains pourraient ne pas être satisfaits de notre décision de nous associer à l'EWC de cette manière, et nous respectons cela ».